# Walter Anderson

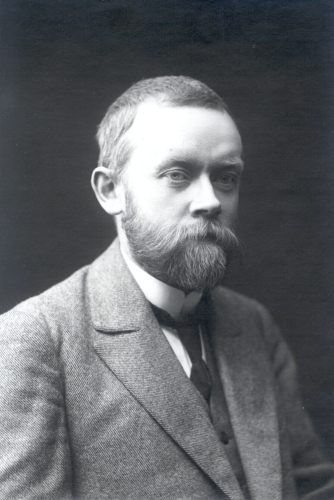
Walter Anderson

Walter Arthur Alexander Anderson (* 10. Oktober 1885 in Minsk, Weißrussland; † 23. August 1962 in Kiel) war einer der bedeutendsten Folkloristen des 20. Jahrhunderts und der Programmatiker der volkskundlichen geographisch-historischen Methode (Finnische Schule).

## Leben
Walter Anderson wurde in Minsk in eine deutschbaltische Familie geboren (seine Brüder waren der Statistiker Oskar Anderson und der Astrophysiker Wilhelm Anderson) und wuchs in Kasan auf, wo sein Vater Nikolai Anderson Professor für Finno-ugrische Sprachen war. Nach Erreichen des Schulabschlusses begann er sein Studium an der historisch-philologischen Fakultät der Kasaner Universität und wurde 1909 mit einem Stipendium für Westeuropäische Literaturgeschichte an die Universität von Sankt Petersburg abgeordnet, wo er 1911 den Magistergrad erlangte. Zum Wintersemester 1911/12 begab er sich nach Berlin, wo er Germanistik an der Friedrich-Wilhelms-Universität zu Berlin belegte.
1912 erhielt Anderson seinen ersten akademischen Posten als Privatdozent für Westeuropäische Literaturgeschichte und Lektor für Italienisch an der Kasaner Universität, wo ihm 1916 für seine Magisterarbeit in allgemeiner Literaturgeschichte der Doktorgrad zuerkannt wurde. 1918 wurde Anderson als außerordentlicher Professor an den Lehrstuhl für Westeuropäische Literaturgeschichte der Universität von Kasan berufen, doch er konnte den Posten aufgrund der Revolutionswirren nicht annehmen. Als Professor für Folkloristik (1920–1939) an der Universität Tartu, wo er seine Vorlesungen zuerst auf Deutsch, ab 1922 jedoch auf Estnisch hielt, war er mitverantwortlich für die Entwicklung der volkskundlichen Forschung im Baltikum.
Ab 1920 war Anderson ordentliches Mitglied der Gelehrten Estnischen Gesellschaft, von der er für die Jahre 1928 bis 1929 auch zum Präsidenten gewählt wurde. Die Ehrenmitgliedschaft der Gesellschaft wurde Anderson 1930 verliehen. Als Anerkennung für seine Arbeit wurde er 1936 als Korrespondierendes Mitglied in die Preußische Akademie der Wissenschaften aufgenommen. Ebenso war er korrespondierendes Mitglied der Finnischen Literaturgesellschaft (seit 1926).
Wie viele Deutsch-Balten wurde Anderson im Oktober 1939 aus Estland nach Deutschland umgesiedelt, wo er von 1940 bis Anfang 1945 an der Albertus-Universität Königsberg arbeitete. Ab Dezember 1945 lehrte Walter Anderson als Gastprofessor an der Christian-Albrechts-Universität Kiel und von 1951 an war er ordentliches Mitglied der Baltischen Historischen Kommission. 1953 trat er in den Ruhestand, setzte jedoch seine Lehr- und Forschungstätigkeit an der Universität in Kiel fort, wo er 1962 an den Folgen eines Verkehrsunfalls verstarb.
Zu Andersons wichtigsten Werken zählt die auf seiner Magisterarbeit von 1916 basierende Monografie Kaiser und Abt (Folklore Fellows’ Communications 42, Helsinki 1923).

## Schriften (Auswahl)
- Kaiser und Abt. Die Geschichte eines Schwanks. Folklore Fellows’ Communications 42, Helsinki, 1923.
- Die Marspanik in Estland 1921. Zeitschrift des Vereins für Volkskunde 35/36, H. 4 Berlin, 1925–1926, S. 229–252.
- Über P. Jensens Methode der vergleichenden Sagenforschung. Acta et commentationes Universitatis Tartuensis (Dorpatensis). B, Humaniora. XXI, Dorpat, 1930–1931.
- Der Schwank vom alten Hildebrand.  Eine vergleichende Studie (I+II). Acta et commentationes Universitatis Tartuensis (Dorpatensis). B, Humaniora. (XXI+XXIII), Dorpat, 1931.
- Ein volkskundliches Experiment. Folklore Fellows’ Communications 141, Helsinki, 1951.

## Auszeichnungen
- Estnischer Orden des weißen Sterns, 3. Klasse (1938)[8]